# Phaonia monochaeta
Phaonia monochaeta är en tvåvingeart som beskrevs av John Otterbein Snyder 1957. Phaonia monochaeta ingår i släktet Phaonia och familjen husflugor. Inga underarter finns listade i Catalogue of Life.